# روز بین‌المللی مبارزه با خشونت علیه زنان

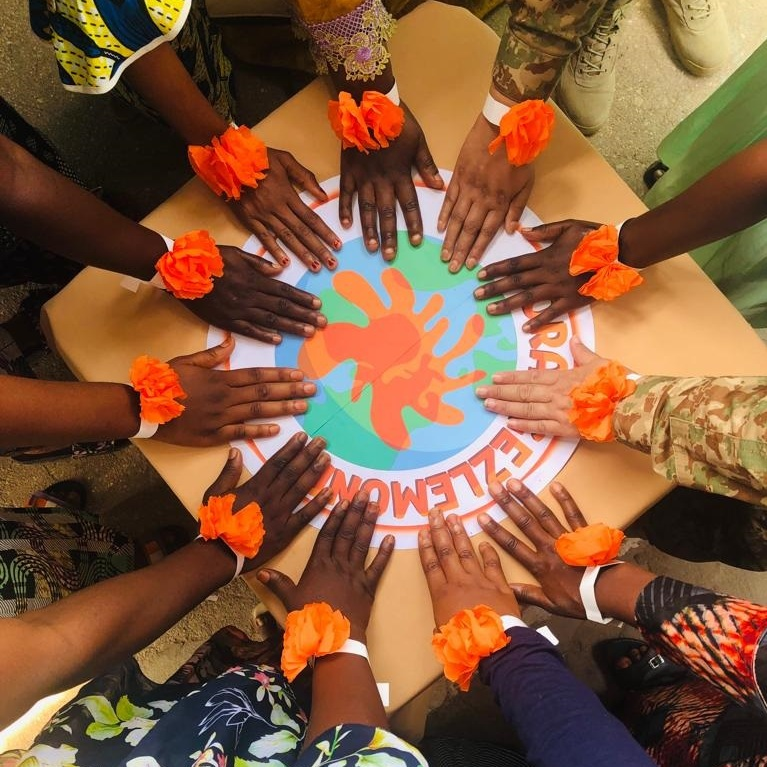
پوستری برای جشن روز جهانی مبارزه با خشونت علیه زنان در ۲۵ نوامبر

از سال ۱۹۸۱، ۲۵ نوامبر هر سال (معادل چهارم آذر) به عنوان روز جهانی رفع خشونت علیه زنان برگزیده شده‌است. این روز برای یادآوری عزم همگانی برای مبارزه با خشونت علیه زنان انتخاب شده‌است. مجمع عمومی سازمان ملل متحد در ۱۷ اکتبر ۱۹۹۹ نامگذاری این روز را به عنوان روزی جهانی تصویب کرد.
این تاریخ به خاطر قتل وحشیانه سه خواهر میرابال، فعالان سیاسی اهل جمهوری دومینیکن انتخاب شده‌است.

## انواع خشونت[نیازمند منبع]
- تجاوز جنسی و تجاوز در بستر زناشویی[۳] (هر نوع رابطه بدون رضایت و بی توجه به شرایط روانی و جسمی همسر)
- حملات جسمانی و کتک زدن
- به کار بردن الفاظ رکیک در رابطه با زنان
- نگاه ابژه و ابزار گونه
- احساس مالکیت به زن
- عادی سازی نابرابری مرد و زن
- آزار و اذیت از سوی شریک سابق زندگی
- ناقص سازی جنسی و اقدامات مربوط به بکارت در طول تاریخ
- محروم ساختن از علایق و اصالت انتخاب در بسیاری زمینه ها
- رفتار ها و پیشنهادها رکیک در محیط کار و جامعه
- تبعیض در استخدام و عدم پرداخت حقوق برابر
- عدم اصل برابری_حقوق پیش فرض در قوانین و افکار عمومی